# Ernest Booth
Pas d'image ? Cliquez ici

a Compétitions nationales et continentales officielles uniquement.

b Matchs officiels uniquement.
Ernest Edward "General" Booth, né le 24 février 1876 à Teschmakers (Nouvelle-Zélande) et décédé le 18 octobre 1935 à Christchurch (Nouvelle-Zélande), est un joueur de rugby à XV qui a joué avec l'équipe de Nouvelle-Zélande. Il évolue au poste d'arrière (1,70 m pour 74 kg).  

## Carrière
Il a disputé son premier test match avec l'équipe de Nouvelle-Zélande le 1er janvier 1906 contre l'équipe de France. Son dernier test match a lieu le 10 août 1907 contre les Australiens. 
Il participe à la tournée des Originals, équipe représentant la Nouvelle-Zélande en tournée en Grande-Bretagne en 1905, en France et en Amérique du Nord en 1906. Il n'est pas dans l'équipe-type, il ne dispute que 16 des 35 matchs de la tournée.
Il part pour Sydney et joue pour la Nouvelle-Galles du Sud en 1908 et 1909.

## Palmarès

### En équipe nationale
- 3 sélections avec l'Équipe de Nouvelle-Zélande de rugby à XV
- Sélections par année : 1 en 1906, 2 en 1907
- Nombre total de matchs avec les All Blacks :  24